# (24105) Broughton
(24105) Broughton ist ein Asteroid des Hauptgürtels, der am 9. November 1999 vom US-amerikanischen Amateurastronomen Charles W. Juels am Fountain-Hills-Observatorium (Sternwarten-Code 678) in Fountain Hills im US-Bundesstaat Arizona entdeckt wurde.
Der Asteroid wurde am 26. November 2004 nach dem australischen Amateurastronomen John Broughton (* 1952) benannt, der am Reedy-Creek-Observatorium in Queensland mehr als 1000 Asteroiden entdeckte.